# Schronisko nad Trawersem w Żeleźniaku II
Schronisko nad Trawersem w Żeleźniaku II – jaskinia, a właściwie schronisko, w Dolinie Kościeliskiej w Tatrach Zachodnich. Wejście do niej znajduje się w górnej części żlebu Żeleźniak, na wysokości 1520 metrów n.p.m. Jaskinia jest pozioma, a jej długość wynosi 6,4 metrów.

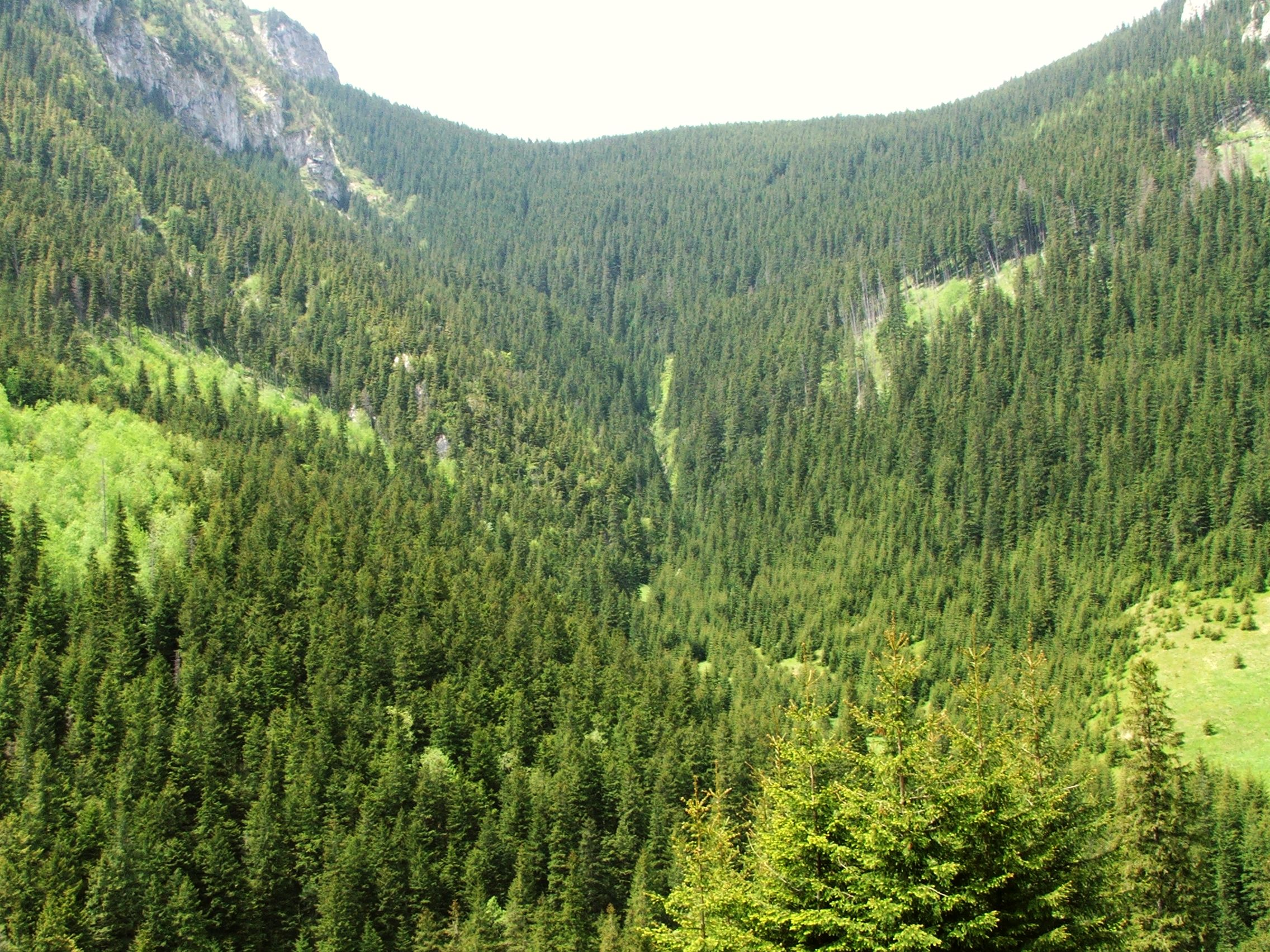
Widok na żleb Żeleźniak z Hali Pisanej

## Opis jaskini
Jaskinię stanowi poziomy, szczelinowy korytarzyk zaczynający się w dużym, trójkątnym otworze wejściowym, a kończący zawaliskiem.

## Przyroda
W jaskini brak jest nacieków. Ściany są wilgotne. Dno pokrywają mchy.

## Historia odkryć
Brak jest danych o odkrywcach jaskini. Jej pierwszy plan i opis sporządziła I. Luty przy pomocy B. Zalewskiego w 2003 roku.
Jaskinia znajduje się nad ścieżką przecinającą żleb Żeleźniak i prowadzącą do dolnego otworu jaskini Bańdzioch Kominiarski. Stąd jej nazwa.